# Nephrolepis kurotawae
Nephrolepis kurotawae är en spjutbräkenväxtart som beskrevs av Mak. Nephrolepis kurotawae ingår i släktet Nephrolepis och familjen Nephrolepidaceae. Inga underarter finns listade.